# Vítězný gól Tipsport ELH
Toto je seznam vítězných branek jednotlivých ročníků české hokejové extraligy, které rozhodly ve finále playoff o titulu. Ondřej Kratěna je jediným hráčem, kterému se podařilo zajistit svému týmu titul vítěznou brankou dvakrát. Nejstarším hráčem, který vsítil vítězný gól byl v sezoně 2012/13 Plzeňský útočník Martin Straka. Naopak nejmladším střelcem je momentálně Martin Nečas z Komety Brno (2017/18).

## Přehled sezon
| Sezóna    | Hráč                                             | Klub                                             | Čas                                              |                                                  |
| --------- | ------------------------------------------------ | ------------------------------------------------ | ------------------------------------------------ | ------------------------------------------------ |
| 1993/1994 | Petr Tejkl                                       | HC Olomouc                                       | 18:28                                            |                                                  |
| 1994/1995 | Rostislav Vlach                                  | HC Dadák Vsetín                                  | 60:18                                            |                                                  |
| 1995/1996 | Jiří Veber                                       | HC Petra Vsetín                                  | 37:10                                            |                                                  |
| 1996/1997 | Andrej Galkin                                    | HC Petra Vsetín                                  | 10:09                                            |                                                  |
| 1997/1998 | Jiří Dopita                                      | HC Petra Vsetín                                  | 34:41                                            |                                                  |
| 1998/1999 | Martin Procházka                                 | HC Slovnaft Vsetín                               | 34:57                                            |                                                  |
| 1999/2000 | David Výborný                                    | HC Sparta Praha                                  | 48:28                                            |                                                  |
| 2000/2001 | Jiří Burger                                      | HC Slovnaft Vsetín                               | 52:14                                            |                                                  |
| 2001/2002 | Ondřej Kratěna                                   | HC Sparta Praha                                  | 15:58                                            |                                                  |
| 2002/2003 | Michal Sup                                       | HC Slavia Praha                                  | 33:14                                            |                                                  |
| 2003/2004 | Petr Leška                                       | HC Hamé Zlín                                     | 42:48                                            |                                                  |
| 2004/2005 | Milan Hejduk                                     | HC Moeller Pardubice                             | 39:01                                            |                                                  |
| 2005/2006 | Jakub Langhammer                                 | HC Sparta Praha                                  | 22:49                                            |                                                  |
| 2006/2007 | Ondřej Kratěna                                   | HC Sparta Praha                                  | 3:36                                             |                                                  |
| 2007/2008 | Jakub Klepiš                                     | HC Slavia Praha                                  | 6:07                                             |                                                  |
| 2008/2009 | Lukáš Pech                                       | HC Energie Karlovy Vary                          | 52:39                                            |                                                  |
| 2009/2010 | Radovan Somík                                    | HC Eaton Pardubice                               | 60:43                                            |                                                  |
| 2010/2011 | David Květoň                                     | HC Oceláři Třinec                                | 18:13                                            |                                                  |
| 2011/2012 | Václav Benák                                     | HC ČSOB Pojišťovna Pardubice                     | 22:54                                            |                                                  |
| 2012/2013 | Martin Straka                                    | HC Škoda Plzeň                                   | 96:15                                            |                                                  |
| 2013/2014 | Petr Zámorský                                    | PSG Zlín                                         | 25:26                                            |                                                  |
| 2014/2015 | František Lukeš                                  | HC Verva Litvínov                                | 52:54                                            |                                                  |
| 2015/2016 | Martin Bakoš                                     | Bílí Tygři Liberec                               | 85:09                                            |                                                  |
| 2016/2017 | Marcel Haščák                                    | HC Kometa Brno                                   | 28:17                                            |                                                  |
| 2017/2018 | Martin Nečas                                     | HC Kometa Brno                                   | 8:42                                             |                                                  |
| 2018/2019 | Vladimír Roth                                    | HC Oceláři Třinec                                | 56:03                                            |                                                  |
| 2019/2020 | Z důvodu pandemie covidu-19 se play off nehrálo. | Z důvodu pandemie covidu-19 se play off nehrálo. | Z důvodu pandemie covidu-19 se play off nehrálo. | Z důvodu pandemie covidu-19 se play off nehrálo. |
| 2020/2021 | Jack Rodewald                                    | HC Oceláři Třinec                                | 29:07                                            |                                                  |
| 2021/2022 | Vladimír Svačina                                 | HC Oceláři Třinec                                | 15:48                                            |                                                  |
| 2022/2023 | Libor Hudáček                                    | HC Oceláři Třinec                                | 56:43                                            |                                                  |
| 2023/2024 | David Cienciala                                  | HC Oceláři Třinec                                | 83:51                                            |                                                  |
| 2024/2025 | Peter Mueller                                    | HC Kometa Brno                                   | 12:59                                            |                                                  |

## Souvislé články
- Vítězný gól v československé hokejové lize